# Centro de Tiro con Arco Parque Peñalolén
El Centro de Tiro con Arco Parque Peñalolén es un estadio de Tiro con arco ubicado en el Parque Peñalolén de la comuna homónima en Santiago de Chile.

## Descripción
Fue construido para los X Juegos Suramericanos de Santiago 2014 siendo usado durante estos como estadio para la competición de tiro con arco. El estadio tiene una capacidad de 400 personas aproximadamente.
| Predecesor: Campo de Arquería, UD Andrés Escobar Medellín | Estadio de Tiro con Arco en los Juegos Suramericanos Santiago 2014 | Sucesor: Cochabamba 2018 |